# 班布里奇 (紐約州村)
班布里奇（英語：Bainbridge）是位於美國紐約州希南戈縣的村。

## 人口
根據2020年美國人口普查的數據，班布里奇的面積為3.51平方千米，當中陸地面積為3.40平方千米，而水域面積為0.10平方千米。當地共有人口1251人，而人口密度為每平方千米356人。